# تتسویا ماریکو
تتسویا ماریکو (انگلیسی: Tetsuya Mariko؛ زادهٔ ۱۲ ژوئیهٔ ۱۹۸۱) کارگردان فیلم اهل ژاپن است.
وی همچنین برندهٔ جوایزی همچون جایزه فیلم‌های ورزشی نیکان برای بهترین کارگردان شده‌است.